# Carla Kalkbrenner
Carla Kalkbrenner (* 1953 in Dresden als Carla Eisel) ist eine deutsche Journalistin und Autorin.

## Leben
Carla Kalkbrenner wurde in Dresden als Tochter des Malers Fritz Eisel geboren und wuchs in Potsdam auf. Ihr Großonkel war der Politiker Fritz Selbmann.
Nach dem Abitur studierte sie Journalistik in Leipzig. Ihre Doktorarbeit befasste sich mit den „Auffassungen der deutschen Sozialdemokratie über die massenpolitische Arbeit der Partei 1875-1883“.
1979 begann Carla Kalkbrenner beim Fernsehen der DDR zu arbeiten. Für das Kulturmagazin entstanden hauptsächlich Kurzfilme über Architektur und Denkmalpflege.
In der Wendezeit produzierte Carla Kalkbrenner für den Nachfolger, den Deutschen Fernsehfunk, das satirische Magazin KAOS, das 1990 vom ZDF übernommen und auf 3sat ausgestrahlt wurde. Das „Magazin für Alltag und Wahnsinn“ wurde dort nach internen Querelen abgesetzt und vom Ostdeutschen Rundfunk Brandenburg (ORB) übernommen. Parallel arbeitete Carla Kalkbrenner für das ZDF-Kulturmagazin „Aspekte“. Die erste Sendung eines „Westsenders“ vom Boden der Noch-DDR war die Aspekte-Live-Diskussion aus Erfurt „Bürger – rettet Eure Altstädte“, moderiert gemeinsam mit Volker Panzer, dem späteren Chef des ZDF-Nachtstudios.
In den 90er Jahren entstanden einige längere Reportagen, unter anderem für das ZDF „Das beschleunigte Dorf“ über Schorba bei Weimar oder für den ORB „Bis bald altes Haus - das Denkmal, das Geld und der Aufschwung“. Später arbeitete Carla Kalkbrenner hauptsächlich für Deutsche Welle TV in der Kulturredaktion von KULTUR.21/ARTS.21.
2013 erschien im Verlag Martini & Loersch Kalkbrenners erster Krimi „Die Sonne über Berlin – Mordshitze“, 2018 der zweite „Die Sonne über Berlin - Nebelwände.“ 2023 wurde im gleichen Verlag ihr dritter Krimi „Trugbild“ veröffentlicht.
Aus der Ehe mit dem Journalisten Jörn Kalkbrenner gingen zwei Söhne, die Techno-Musiker Paul und Fritz Kalkbrenner, hervor.

## Auszeichnungen
- 1990: Preis des Deutschen Nationalkomitees für Denkmalschutz
- 1993: Adolf-Grimme-Preis mit Silber für KAOS – Magazin für Alltag und Wahnsinn[3]
- 1994: Förderpreis des Brandenburgischen Denkmalpflegepreises[4]